# اسماعیل مرزبان
دکتر اسماعیل مرزبان (ملقب به مؤدب السلطنه و امین الملک)، چشم‌پزشک و سیاست‌مدار معروف ایران در عصر قاجار و پهلوی بود که بارها به وکالت و وزارت رسید.

## زندگی
او در سال ۱۲۴۸ (۱۲۸۶ قمری) در یکی از خانواده‌های قدیمی و اصیل گیلان در رشت پا به عرصه وجود نهاد و پس از تحصیل مقدمات، در جوانی جهت ادامه تحصیل در رشته طب عازم پاریس شد و از شاگردان مبرز «دکتر راتولد» - چشم‌پزشک مشهور فرانسوی - بود. در بازگشت به ایران و شروع به طبابت، به مشروطه‌خواهان پیوست و عضو انجمن سری «جامع آدمیت» شد. پس از به توپ بسته‌شدن مجلس شورای ملی در سال ۱۳۲۶ (قمری) همچون بسیاری از همفکرانش به اروپا مهاجرت کرد ولی سال بعد پس از اعاده مشروطیت به ایران بازگشت و در ادوار دوم و سوم مجلس شورای ملی به نمایندگی از رشت و انزلی حضور داشت. عین الدوله او را در یازدهم اردیبهشت ۱۲۹۴ به عنوان وزیر پست و تلگراف و فوائد عامه به مجلس معرفی کرد. در پانزدهم تیر همان سال، دولت عین الدوله بر سر اغتشاشات کرمانشاه به استیضاح کشیده شد. عین الدوله و اعضای دولتش جلسه استیضاح را به حالت قهر ترک کردند و استعفا دادند.
سمت‌های وزارتی وی عبارت بود از:
- وزیر پست و تلگراف و فوائد عامه
  - در کابینهٔ عین الدوله یازدهم اردیبهشت ۱۲۹۴ خورشیدی
  - در کابینه وثوق الدوله (۱۳۳۵ (قمری))
  - در کابینهٔ عین الدوله (۱۳۳۶ (قمری))
- وزیر دارایی در کابینه «سپهدار اعظم رشتی» (فتح‌الله خان اکبر)
- وزیر معارف و اوقاف و صنایع مستظرفه در کابینه «سپهدار اعظم رشتی» (۱۲۹۹)
- وزیر بهداری
  - در کابینه قوام السلطنه (۱۳۲۱)
  - در کابینه حکیم الملک (۱۳۲۴)

## سال‌های پایانی عمر
دکتر اسماعیل مرزبان که علی‌رغم فعالیتهای سیاسی و داشتن مناسب دولتی هیچگاه کار طبابت را رها نکرد، در سال ۱۳۲۲«انجمن ضد تریاک» را برای کمک به ترک اعتیاد معتادان تأسیس کرد. او عاقبت در سال ۱۳۳۹ در سن ۹۲ سالگی در تهران بدرود حیات گفت. او که در سلک دراویش صفی علی شاهی قرار داشت، از سال ۱۳۲۷ رئیس انجمن اخوت دراویش شد. او مردی نیکوسرشت، نیکوکار و ساده زیست بود و دارایی قابل ملاحظه‌ای از خود باقی نگذاشت.